# Lloyd Alexander
Lloyd Chudley Alexander (30. ledna 1924 – 17. května 2007) byl americký autor více než čtyřiceti knih, převážně žánru fantasy. Jeho nejvýznamnějším příspěvkem na poli literatury je v českém vydání dvoudílná fantasy série Kroniky Prydainu (anglicky The Chronicles of Prydain) (v angličnině byla vydávána po částech).

## Osobní život
Narodil se ve Filadelfii. Jeho otec byl makléřem. Jeho rodina byla zasažena Světovou hospodářskou krizí, Alexander přesto kupoval knihy u Armády spásy a tak se seznámil např. se Shakespearem, Dickensem nebo Twainem. V patnácti se rozhodl stát se spisovatelem, jeho rodiče však chtěli, aby pracoval v bance. Tato zkušenost inspirovala jeho první knihu, satiru And Let the Credit Go (1955).
Studoval na Upper Darby High School a pak na Haverford College (ačkoli studium po prvním semestru ukončil). Stal se členem americké armády, považoval to za lepší způsob jak získat zkušenosti, než jakoukoli školu.
Po válce navštěvoval univerzitu v Paříži, setkal se tam se svou budoucí ženou Janine Denni. Vzali se v roce 1946 a brzy se odstěhovali zpět do Filadelfie.
Alexander zemřel v roce 2007 pouhé dva měsíce po smrti své ženy. Je pochován v Drexel Hill.

## Spisovatelská činnost
Alexander psal zpočátku převážně literaturu pro dospělé a překládal. Během té doby napsal i dvě biografie určené pro dětské čtenáře August Bondi a Aaron Lopez. První úspěch slavil Alexander po vydání první dětské knihy Time Cat (1963).
Česky vyšla jeho pětidílná série fantasy knih nazvaná Kroniky Prydainu (anglicky The Chronicles of Prydain), která se inspiruje velšskou mytologií. Díly jsou nazvány: Kniha tří zjevení (anglicky The Book of Three, 1964), Černý kotel (anglicky The Black Cauldron, 1965), Hrad Llyr (anglicky The Castle of Llyr, 1966), Taran poutník (anglicky Taran wanderer, 1967) a Král králů (anglicky The High King, 1968). Jejich hlavní postavou je pasáček vepřů Taran a během děje můžeme pozorovat jeho přerod z chlapce v muže. Jeho další důležitou postavou je všude přítomný Gurgi a princ Gwydion, který Taranovi pomáhá v jeho cestách.